# 張路寮
張路寮又掌路寮。依照平鎮當時閩、客、番的族群分佈來看，平鎮「張路寮」的寮屬於「更寮」性質，是清朝年間所建設的地方防禦設施，多建於山頂等高處，並會配置更夫武裝看守，防禦對象著要為民間盜匪。從《平鎮市誌》中可得知，早年的安平鎮並不平安，是因設置張路寮，才地方漸安。而該寮主要是設於新莊到新竹的舊路坑古道上。